# Ibida
Ibida o Libida (in greco ᾿Ιβιδαᾒ) è un'antica città del sud della Romania nel distretto di Tulcea, oggi rilevante sito archeologico.

## Geografia
Il sito di Ibida si trova nella moderna Dobrugia (antica provincia romana della Moesia Inferior e poi di Scythia Minor), nella parte centro-meridionale del distretto di Tulcea.
Sorge su un'altura a circa 158 m dal livello del mare, ad ovest dell'attuale villaggio di Slava Rusă (in russo Русская Слава?, Russkaja Slava, in passato Kazîl-Sar), comune di Slava Cercheză in una regione collinare che affaccia sull'altopiano di Babadag ed attraversata dalla valle del fiume Slava.

## Storia
Sin dall'età preistorica, la regione fu particolarmente favorevole all'insediamento umano, ne sono prove documentarie le numerose scoperte risalenti al paleolitico medio e neolitico, alcuni frammenti dell'età del bronzo e le monete greche. I grandi edifici ritrovati, costruiti in pietra e malta, sono invece da far risalire alla pre-conquista romana del I secolo d.C. circa. La città di Ibida, pertanto, è da definirsi di fondazione romano-bizantina (II-VI secolo) e copriva uno dei più grandi agglomerati urbani romani della Scythia Minor con una superficie di ventiquattro ettari cinti in una cerchia muraria fortificata (con ogni probabilità durante il regno della tetrarchia di Costantino I) lunga 2 000 m, irta di ventiquattro torri e tre porte che si congiungeva ad una fortificazione di circa tre ettari e mezzo sulla collina Herada e ad un altro forte impostato alla sommità della stessa collina: senz'altro una posizione strategica per il controllo dell'intero territorio centrale della Dobrugia.
Fonti letterarie imprescindibili a tal proposito sono il De aedificiis (V, 7,19) di Procopio, che fa risalire Ibida ad una delle città ricostruite da Giustiniano I, e Teofilatto Simocatta che narra di un personaggio di origine scitica che, in fuga dagli avari, attraversa il Danubio dirigendosi verso Ibida dove viene fermato da una guarnigione romana. Fu identificata da Vasile Pârvan come polis Ibida, il quale la definì "eccezionalmente grande - la più significativa tra tutte le altre città scoperte nella Dobrugia e che fu sicuramente (…) il punto d'incrocio di tutte le vie del nord della provincia".
La città e l'area circostante furono abbandonate nel VII secolo dopo le invasioni bulgare.

## Scavi archeologici
- Nel 1875 fu pubblicata un'iscrizione trovata sul sito.
- Nel 1885 Dimitrie C. Butculescu eseguì una prima ricognizione archeologica.
- Su richiesta di Grigore Tocilescu, la città fu studiata dal topografo Pamfil Polonic nel 1897, il quale identificò 33 torri e 3 porte, ma non vi furono pubblicazioni.
- Nel 1908 Raymund Netzhammer pubblicò una descrizione della città simile alla versione del 1897.
- Vasile Pârvan identificò l'insediamento nel 1911 come Ibida.
- Constantin Moisil ufficializzò il nome della città nel 1916 quando fu trovato un tesoro di dracme.
- Nel 1917 il tenente bulgaro Iconomof eseguì degli scavi e trovò i resti di una basilica a tre navate.
- Nel 1926, George G. Mateescueseguito intraprese nuovi scavi con risultati inediti. La ricerca nel 1953 ad opera di un team partito da Histria, nord e ovest della città, ha portato alla scoperta di mattoni e ceramica getica e romano-bizantina oltre che monete in bronzo dell'epoca di Giustiniano I.
- Nel 1977 Al. S. Stefan con un processo di fotogrammetria ha ripristinato il piano dell'area archeologica.
- Nel 1988 A. Opait osservò sette livelli stratigrafici, tre dei primi Romani e quattro del periodo romano-bizantino.
- A partire dal 2001 sono riprese le indagini sistematiche grazie all'apporto di un gruppo di diversi specialisti di archeologia, paleoantropologia, paleozoologia, geologia e palinologia afferenti a diversi enti di ricerca romeni.
- Dal gennaio 2013 l'ICEM (Institutul de Cercetări Eco-Muzeale Tulcea) ha siglato un accordo per la conduzione delle ricerche storico-archeologiche con l'Università degli Studi di Sassari. Il progetto ha potuto godere di un finanziamento del Ministero degli Affari Esteri italiano e del riconoscimento di Missione archeologica italiana all'estero[1].